# Wyższa Szkoła Techniczno-Ekonomiczna w Szczecinie
Wyższa Szkoła Techniczno-Ekonomiczna w Szczecinie – niepubliczna uczelnia założona w Szczecinie w 2002 roku. Szkoła wpisana jest do rejestru uczelni niepublicznych na podstawie decyzji Ministra właściwego ds. szkolnictwa wyższego z dnia 05 lipca 2002 roku pod numerem 240.

## Władze
- Rektor – dr Grzegorz Skorny
- Pełnomocnik Rektora ds. nauki – prof. dr hab. inż. Jan Purczyński
- Dziekan Wydziału Transportu Samochodowego – mgr inż. Sławomir Snastin

## Kształcenie
Uczelnia daje możliwość podjęcia studiów inżynierskich na dwóch kierunkach w trybie stacjonarnym i niestacjonarnym.
- Transport
- Edukacja Techniczno-Informatyczna

Dodatkowo Szkoła prowadzi również studia podyplomowe i kursy specjalistyczne.